# Comunità territoriale di Ivan'ky
La Comunità territoriale rurale di Ivan'ky (in ucraino Іваньківська сільська громада?) è una hromada ucraina, situata nel distretto di Uman' e nell'oblast' di Čerkasy. Il suo centro amministrativo è il villaggio di Ivan'ky.
L'area della comunità è di 154,7 km², e la popolazione è di 4 310 abitanti (dato del 2020).

## Suddivisioni

### Villaggi
- Berezivka
- Čorna Kam'janka
- Ivan'ky
- Jurpil'
- Kračkivka
- Tymošivka